# فرانشيسكو كابوتو
فرانشيسكو كابوتو (بالإيطالية: Francesco Caputo)‏ (6 أغسطس 1987 بألتامورا في إيطاليا - ) هو لاعب كرة قدم إيطالي في مركز الهجوم. لعب مع نادي باري ونادي ساليرنيتانا ونادي سيينا ونادي فيرتوس إينتيلا وإيه إس نويكاتارو ونادي ساسولو.

## وصلات خارجية
- فرانشيسكو كابوتو على موقع الاتحاد الأوربي (الإنجليزية)
- فرانشيسكو كابوتو على موقع إي إس بي إن إف سي (الإنجليزية)
- فرانشيسكو كابوتو على موقع قاعدة بيانات كرة القدم.إي يو (الإنجليزية)
- فرانشيسكو كابوتو على موقع ليكيب (الفرنسية)
- فرانشيسكو كابوتو على موقع ناشيونال فوتبول تيمز (الإنجليزية)
- فرانشيسكو كابوتو على موقع Soccerbase.com (لاعب) (الإنجليزية)
- فرانشيسكو كابوتو على موقع Soccerway.com (الإنجليزية)
- فرانشيسكو كابوتو على موقع عالم كرة القدم.نت (الإنجليزية)
- فرانشيسكو كابوتو على موقع AS.com (الإسبانية)